# 종암로
종암로(鐘岩路)는 서울특별시 동대문구 제기동 고려대역 교차로와 성북구 하월곡동 미아사거리를 잇는 서울특별시의 도로이다. 전 구간이 서울특별시도 제51호선에 속한다. '종암로'라는 명칭은 이 도로가 종암동을 관통하기 때문에 종암동에서 유래하였다.

## 연혁
- 2010년 3월 15일 : 2개 이상 시·도에 걸쳐 있는 도로로 종암로를 고시[1]

## 주요 경유지
서울특별시
- 동대문구 - 성북구

## 노선
| 이름                           | 접속 노선       | 소재지          | 소재지          | 비고            |
| 고산자로와 직결                | 고산자로와 직결 | 고산자로와 직결 | 고산자로와 직결 | 고산자로와 직결 |
| ------------------------------ | --------------- | --------------- | --------------- | --------------- |
| 고려대삼거리 (고려대역 교차로) | 고산자로 안암로 | 서울특별시      | 동대문구        |                 |
| 고려대앞 교차로                | 회기로          | 서울특별시      | 성북구          |                 |
| 개운산입구 교차로              | 북악산로        | 서울특별시      | 성북구          |                 |
| 사대부고앞 교차로              | 월곡로          | 서울특별시      | 성북구          |                 |
| 서울종암경찰서                 |                 | 서울특별시      | 성북구          |                 |
| 종암사거리                     | 정릉로 화랑로   | 서울특별시      | 성북구          |                 |
| 미아사거리                     | 동소문로 월계로 | 서울특별시      | 성북구          |                 |
| 도봉로와 직결                  |                 |                 |                 |                 |

## 주요 건물 및 시설
- 성북세무서 (서울특별시 성북구 종암로 18)
- 종암동우체국 (서울특별시 성북구 종암로 64)
- 종암동주민센터 (서울특별시 성북구 종암로 98-8)
- 서울종암경찰서 (서울특별시 성북구 종암로 135)
- 서울도시과학기술고등학교 (서울특별시 성북구 종암로 196)
- 숭곡중학교 (서울특별시 성북구 종암로 208)